# Sumbiar kommuna
Sumbiar kommuna omfatter den sydligste del af Suðuroy på Færøerne og er øernes sydligste kommune. Den omfatter bygderne Akraberg, Akrar, Lopra, Víkarbyrgi og Sumba, hvorfra den administreres. Kommunen blev oprettet af Suðuroyar præstegælds kommune i 1908. 1. januar 2009 havde Sumbiar kommuna 379 indbyggere, en markant tilbagegang fra 661 i 1960.

## Samfund
Den største næringsvej i kommunen er fiskeri, efterfulgt af landbrug. I slutningen af 1990'erne havde kommunen blandt andet tre forretninger, to kiosker, gæstehus i Lopra og postkontor i Sumba.
Sumbiar skole er bygget til 50 elever i 1966, og Skúlin á Leiti til 24 elever i 1954. I skoleåret 2009/2010 går ingen elever på Leiti, men da skolen havde elever var dette fra 1. til 5. klasse, og 6. og 7. klasse ved Sumbiar skúli. Her er der 13 elever i skoleåret 2009/2010, mens elevene på overbygningen går i skole i Vágs kommuna.

### Demografi
|        | 1995 | 1989 | 1983 | 1977 | 1970 | 1966 | 1960 |
| ------ | ---- | ---- | ---- | ---- | ---- | ---- | ---- |
| 0–6    | 36   | 58   | 66   | 63   | 65   | 86   | 93   |
| 7–14   | 63   | 70   | 65   | 58   | 75   | 90   | 131  |
| 15–19  | 26   | 33   | 41   | 61   | 49   | 62   | 56   |
| 20–24  | 17   | 37   | 36   | 41   | 49   | 44   | 45   |
| 25–39  | 81   | 89   | 105  | 100  | 91   | 94   | 103  |
| 40–59  | 106  | 106  | 103  | 126  | 137  | 138  | 147  |
| 60–64  | 18   | 25   | 43   | 30   | 30   | 22   | 22   |
| 65+    | 86   | 99   | 86   | 78   | 62   | 67   | 64   |
| Totalt | 433  | 517  | 545  | 557  | 558  | 603  | 661  |

### Politik
Kommunalbestyrelsen består af fem medlemmer. Jacob Vestergaard var borgmester i kommunen fra 1993 til 2004, og støttede en sammenlægning af alle kommuner på Suðuroy. Hans bror Hildur Vestergaard var borgmester 2004-08.
Sidste kommunalvalg blev gennemført 13. november 2008, og valgte kommunestyre med virkning fra 1. januar 2013. Stemmeprocenten var 89,2. Kun Folkeflokken og Sambandspartiet stillede op, og fårebonden og oliearbejderen Eyðbjørn Thomsen (FF) blev ny borgmester, efter Folkeflokken fik 4 af 5 pladser i byrådet.
| Liste | Parti           | Stemmer | Procent | Mandater | Mandater |
| ----- | --------------- | ------- | ------- | -------- | -------- |
| A     | Folkeflokken    | 194     | 71,1    | 4        | +4       |
| B     | Sambandspartiet | 79      | 28,9    | 1        | -1       |
|       | I alt           | 274     | 100     | 5        | 0        |

| Liste A | Liste A                     | Liste A | Liste B | Liste B            | Liste B |
| Nr      | Kandidat                    | Stemmer | Nr      | Kandidat           | Stemmer |
| ------- | --------------------------- | ------- | ------- | ------------------ | ------- |
| 1.      | Rúni Lisberg                | 32      | 1.      | Olavus Dam Joensen | 0       |
| 2.      | Frits Poulsen               | 47      | 2.      | Niclas Hentze      | 25      |
| 3.      | Eyðtór Bech                 | 15      | 3.      | Jákup Lisberg      | 20      |
| 4.      | Eyðbjørn Thomsen            | 65      | 4.      | Hildur Vestergård  | 11      |
| 5.      | Brynleif Bech               | 21      | 5.      | Helgi Beck         | 23      |
| 6.      | Andrea S. Gilstón Danielsen | 14      | 6.      | Bjarni Hentze      | 0       |
|         | Liste                       | 0       |         | Liste              | 0       |